# Pérignat-sur-Allier
Pérignat-sur-Allier è un comune francese di 1 442 abitanti situato nel dipartimento del Puy-de-Dôme nella regione dell'Alvernia-Rodano-Alpi.

## Società

### Evoluzione demografica
Abitanti censiti